# Créot
Créot ist eine französische Gemeinde mit 80 Einwohnern (Stand: 1. Januar 2022) im Département Saône-et-Loire in der Region Bourgogne-Franche-Comté (vor 2016 Bourgogne). Sie gehört zum Arrondissement Autun und zum Kanton Autun-1 (bis 2015 Kanton Épinac).

## Geographie
Créot liegt etwa 25 Kilometer ostsüdöstlich von Autun. Nachbargemeinden von Créot sind Change im Norden und Nordosten, Paris-l’Hôpital im Osten, Saint-Sernin-du-Plain im Süden sowie Saint-Gervais-sur-Couches im Westen.

## Bevölkerungsentwicklung
| Jahr                      | 1962 | 1968 | 1975 | 1982 | 1990 | 1999 | 2006 | 2013 | 2019 |
| Einwohner                 | 64   | 63   | 64   | 69   | 55   | 60   | 75   | 81   | 78   |
| Quelle: Cassini und INSEE |      |      |      |      |      |      |      |      |      |

## Sehenswürdigkeiten
- Kirche Saint-Claude